# ISO 3166-2:LY
ISO 3166-2:LY — стандарт Международной организации по стандартизации, который определяет геокоды. Является подмножеством стандарта ISO 3166-2, относящимся к Ливии. Стандарт охватывает 22 муниципалитета Ливии. Каждый геокод состоит из двух частей: кода Alpha2 по стандарту ISO 3166-1 для Ливии — LY и дополнительного кода, записанных через дефис. Дополнительный двухбуквенный код муниципалитета образован созвучно названию муниципалитета. Геокоды муниципалитетов Ливии являются подмножеством кодов домена верхнего уровня — LY, присвоенного Ливии в соответствии со стандартами ISO 3166-1.

## Геокоды Ливии
Геокоды 22 муниципалитетов административно-территориального деления Ливии.
| Геокод | Административная единица | Статус        |
| ------ | ------------------------ | ------------- |
| LY-BA  | Бенгази                  | муниципалитет |
| LY-MI  | Мисурата                 | муниципалитет |
| LY-BU  | Эль-Бутнан               | муниципалитет |
| LY-MB  | Эль-Маргаб               | муниципалитет |
| LY-WS  | Вади-эш-Шати             | муниципалитет |
| LY-NL  | Налут                    | муниципалитет |
| LY-WA  | Эль-Вахат                | муниципалитет |
| LY-MJ  | Эль-Мардж                | муниципалитет |
| LY-JU  | Эль-Джуфра               | муниципалитет |
| LY-WD  | Вади-эль-Хаят            | муниципалитет |
| LY-SB  | Сабха                    | муниципалитет |
| LY-JG  | Эль-Джабал-эль-Гарби     | муниципалитет |
| LY-NQ  | Эн-Нугат-эль-Хумс        | муниципалитет |
| LY-GT  | Гат                      | муниципалитет |
| LY-SR  | Сурт                     | муниципалитет |
| LY-JA  | Эль-Джебал-Эль-Ахдар     | муниципалитет |
| LY-DR  | Дерна                    | муниципалитет |
| LY-TB  | Тарабулус                | муниципалитет |
| LY-JI  | Эль-Джифара              | муниципалитет |
| LY-MQ  | Марзук                   | муниципалитет |
| LY-ZA  | Эз-Завия                 | муниципалитет |
| LY-KF  | Эль-Куфра                | муниципалитет |

## Геокоды пограничных Ливии государств
- Тунис — ISO 3166-2:TN (на западе),
- Алжир — ISO 3166-2:DZ (на западе),
- Нигер — ISO 3166-2:NE (на юге),
- Чад — ISO 3166-2:TD (на юге),
- Северный Судан — ISO 3166-2:SD (на востоке).
- Египет — ISO 3166-2:EG (на юго-востоке).